# Niezależna Gazeta Polska – Nowe Państwo
Niezależna Gazeta Polska – Nowe Państwo – wydawany w Warszawie miesięcznik tworzony przez dziennikarzy skupionych wokół tygodnika „Gazeta Polskiej”.
Periodyk powstał w 2009 w wyniku scalenia wydawnictw miesięcznika Niezależna Gazeta Polska z kwartalnikiem Nowe Państwo. Pierwszy numer ukazał się we wrześniu 2009. Premierowy numer ukazał się w nakładzie 30 000 egzemplarzy.
Miesięcznik ukazuje się z podtytułem "Polityka Cywilizacja Historia".
Redaktorem naczelnym miesięcznika jest Katarzyna Gójska. W piśmie publikują m.in. Tomasz Sakiewicz (dyrektor wydawniczy pisma), Anita Gargas, Dorota Kania, Krystyna Grzybowska, Jacek Kwieciński, Piotr Lisiewicz, Leszek Misiak, Marcin Wolski, Maciej Iłowiecki.
27 lutego 2011 rozpoczęła funkcjonowanie witryna internetowa pisma http://www.panstwo.net, na której są zamieszczone archiwalne artykuły, które ukazywały się w obu periodykach, z których powstał obecny miesięcznik.

## Nagroda im. św. Grzegorza I Wielkiego
Redakcja kontynuuje przyznawanie corocznego wyróżnienia pod nazwą „Nagroda im. św. Grzegorza I Wielkiego” (wcześniej przyznawała „Niezależna Gazeta Polska”):

- 2009: Fundacja „Pamiętamy”[6]
- 2010: Stanisław Małkowski[7]
- 2011: Antoni Macierewicz[8]
- 2012: Krzysztof Wyszkowski[9]
- 2013: Jan Olszewski[10]
- 2014: Bogdan Chazan[11]
- 2015: Bogusław Nizieński[12]
- 2016: Sławomir Cenckiewicz[13][14]
- 2017: Andrzej Gwiazda[15]
- 2018: Ryszard Legutko, Patryk Vega[16]
- 2019: Kornel Morawiecki (pośmiertnie)[17]
- 2020: Julia Przyłębska[18]
- 2021: Dariusz Oko[19]
- 2022: Witalij Skakun (pośmiertnie)[20]
- 2023: Andrzej Nowak[21]
- 2024: Andrzej Duda[22]